# Жонзак, Луи-Пьер-Жозеф Бушар д’Эспарбес де Люссан д’Обтер
Луи-Пьер-Жозеф Бушар д’Эспарбес де Люссан д’Обтер (фр. Louis-Pierre-Joseph Bouchard d'Esparbès de Lussan d'Aubeterre; ок. 1691 — 3 июля 1750), граф де Жонзак, маркиз д’Озийяк — французский государственный и военный деятель.
Сын Пьера Бушара д’Эспарбес де Люссан, графа д’Обтер, и Жюли-Мишели де Сен-Мор.
Поступил на службу в 1708 году мушкетером. Проделал камапанию того года во Фландрии и участвовал в битве при Ауденарде. В 1709 году был адъютантом своего отца на пьемонтской границе. 2 декабря получил роту в кавалерийском полку Обтера. В марте 1710 вышел из состава мушкетеров, и командовал своей ротой во Фландрской армии.
Младший лейтенант роты бретонских жандармов (10.06.1711) с рангом кампмейстера кавалерии (13.06.1711), в 1711—1712 годах служил со своими жандармами во Фландрии. 18 апреля 1713 произведен в капитан-лейтенанты роты жандармов дофина. 30 декабря 1714 назначен генеральным наместником Сентонжа и Ангумуа.
В 1733 году командовал ротой жандармов дофина при осаде Келя. Бригадир (20.02.1734), в 1734—1735 годах служил в Рейнской армии, участвовал в атаке Этлингенских линий, осаде Филиппсбурга и деле при Клаузене.
Лагерный маршал (1.03.1738). Отставлен от командования ротой и покинул военную службу.
В январе 1747 отказался от наместничества в пользу сына.

## Семья
Жена (03.1713): Мари-Франсуаза Эно (ум. 28.08.1727), дочь Жана-Реми Эно, королевского секретаря, и Франсуазы Понтон
Дети:
- Франсуа-Пьер-Шарль д'Эспарбес де Люссан д'Обтер (28.01.1714—?), граф де Жонзак. Жена (6.02.1736): Полин-Габриель Кольбер, дочь Шарля-Эмманюэля Кольбера, графа де Сеньеле, и графини Анны фон Турн-и-Таксис
- Мишель-Франсуаза-Жюли Бушар д'Эспарбес де Люссан д'Обтер (28.03.1715—1755). Муж (13.08.1730): Жак-Танги IV Ле-Венёр (1700—1777), граф де Тийер
- Луи-Анри-Теофиль д'Эспарбес де Люссан д'Обтер (19.08.1716—?), называемый графом де Ла-Серр
- Батист-Шарль-Юбер д'Эспарбес де Люссан д'Обтер (16.01.1718—?), называемый шевалье де Жонзак
- Мари-Франсуаза Бушар д'Эспарбес де Люссан д'Обтер (9.06.1720—1772). Муж (4.07.1738): Анри-Жозеф Бушар д'Эспарбес де Люссан (1714—1788), маршал Франции